# Noctourniquet
Noctourniquet è il sesto album in studio del gruppo di rock progressivo statunitense The Mars Volta, pubblicato il 26 marzo 2012.

## Tracce
1. The Whip Hand – 4:49
2. Aegis – 5:11
3. Dyslexicon – 4:22
4. Empty Vessels Make the Loudest Sound – 6:43
5. The Malkin Jewel – 4:44
6. Lapochka – 4:16
7. In Absentia – 7:26
8. Imago – 3:58
9. Molochwalker – 3:33
10. Trinkets Pale of Moon – 4:25
11. Vedamalady – 3:54
12. Noctourniquet – 5:39
13. Zed and Two Naughts – 5:36

## Formazione
- Omar Rodríguez-López – chitarra, tastiere, sintetizzatori, basso
- Cedric Bixler Zavala – voce
- Juan Alderete – basso
- Deantoni Parks – batteria